# Noha Rushdi
Noha Rushdi (anhörenⓘarabisch نهى رشدى صالح الأستاذ Nuhā Ruschdī Sālih al-Ustādh, DMG Nuhā Rušdī Ṣāliḥ al-Ustāḏ; * 5. September 1981 in Tripolis) ist eine ägyptische Dokumentarfilmerin.
Noha Rushdi wurde in Libyen als Tochter eines palästinensischen Vaters und einer ägyptischen Mutter geboren. Seit ihrem vierten Lebensjahr lebt sie in Ägypten. Sie hat zeitweise auch Rechtswissenschaft studiert.
Bekannt wurde Noha Rushdi, als sie im Juni 2008 wegen sexueller Belästigung durch einen Autofahrer im Kairoer Stadtteil Heliopolis Strafanzeige erstattete, woraufhin dieser im Oktober 2008 vom Gericht erster Instanz für Nord-Kairo wegen sexueller Nötigung zu einer dreijährigen Haftstrafe mit schwerer Arbeit sowie zu Schadensersatz in Höhe von 5001,- EGP (umgerechnet 700,- EUR) verurteilt wurde.
Der Fall wurde in dem 2010 erschienenen ägyptischen Spielfilm Kairo 678 aufgegriffen. Das Urteil kann zusammen mit der seit der Revolution von 2011 zunehmenden sexuellen Gewalt gegen Frauen in Ägypten als Wegbereiter für die Präsidialverordnung 50/2014 betrachtet werden, mit der Staatspräsident Adli Mansur das ägyptische Sexualstrafrecht ergänzte.